# Díptico del cónsul Areobindo
El díptico del cónsul Areobindo o Aerobindo es un marfil consular bizantino, del cual se conserva una de las hojas, con el cónsul presidiendo los juegos en Constantinopla, en el Musée de Cluny, el Museo nacional de la Edad Media (París). Data del año 506.
Es un díptico consular, un tipo de obra eboraria elaborada en la Antigüedad Tardía, tanto en Roma como en Bizancio. Los cónsules romanos (consul ordinarius) los encargaban para celebrar su acceso al cargo, y se repartían como regalo a los que habían apoyado su candidatura o aquellos con los que querían congraciarse para el futuro.
En este caso, se trata del ascenso al trono de cónsul, en 506, de Areobindo Dagalaifo Areobindo, general y político bizantino. Hijo de una familia distinguida, lideró tropas en la guerra de Anastasio. Durante una revuelta urbana en 512, fue proclamado emperador por la masa, pero se había escondido. Murió poco después. Se encuentra delante de una tribuna, luciendo sus insignias consulares. Lo rodean consejeros. La mano derecha está alzada, inaugurando los juegos con la «mappa» una especie de trapo que servía para señalar el comienzo de los juegos circenses. Y luego están representados los juegos en sí, con gladiadores luchando contra animales salvajes. 

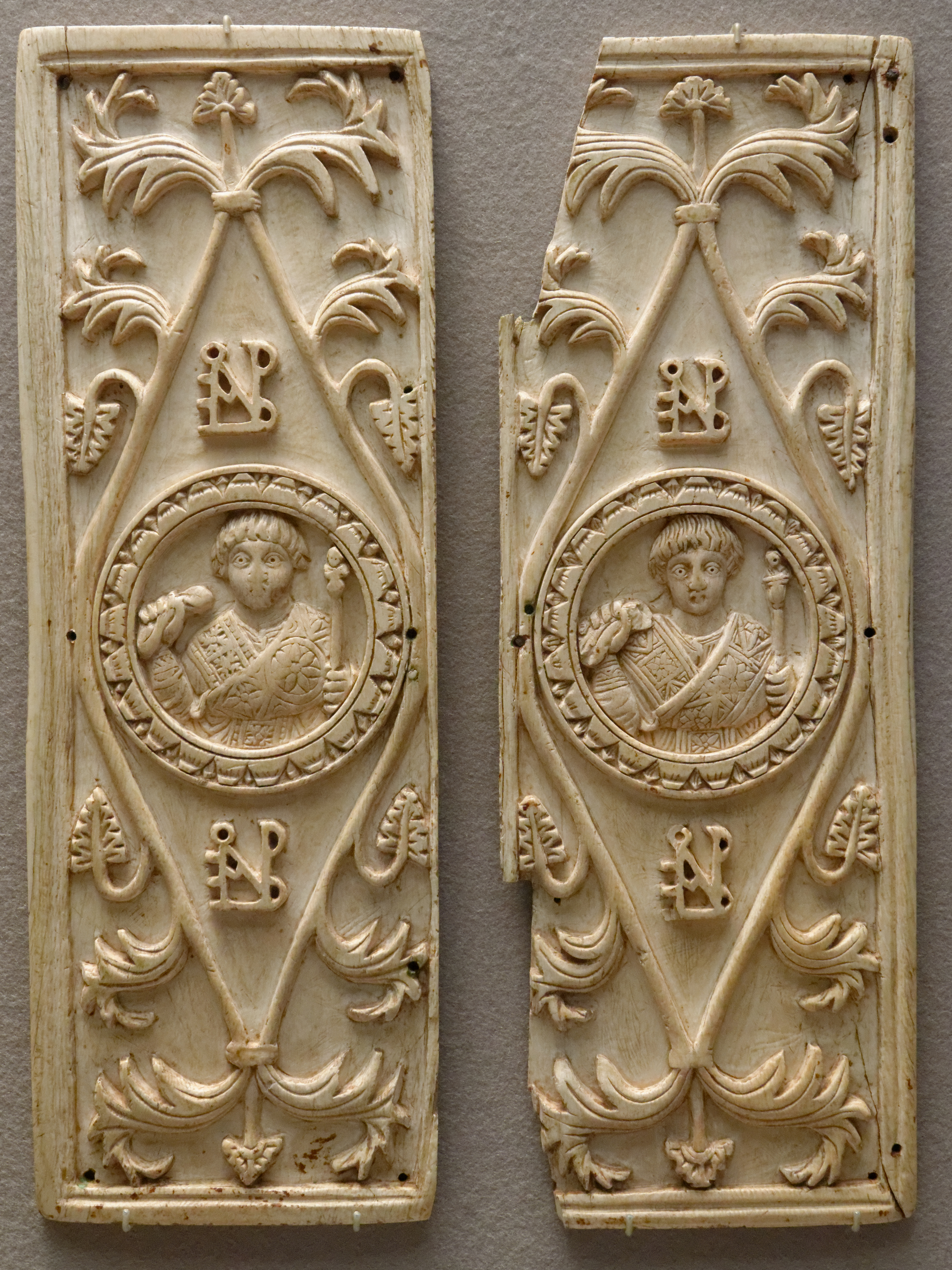
Díptico en el Louvre, fechado en 506.

Hasta la actualidad han sobrevivido siete de los dípticos consulares de Areobindo, que demuestran la influencia del cónsul y su mujer Anicia Juliana.  Los hay de tres tipos. Uno figurativo, otro con el cónsul en un medallón o clípeo y otros con inscripciones y elementos florales.
Hay dos placas correspondientes al díptico consular de Aerobindo, una en el Musée de Cluny y otras dos en el Museo del Louvre. El reverso de la placa en el Museo de Cluny servía de apoyo para la escritura. El museo la adquirió en el año 1984.
Las del Louvre tienen una altura de 34 cm y una anchura de 11,8 cm. Procede de la antigua colección Trivulzio, Monresquiou-Fezensac, y se donó al Louvre de forma anónima por intermediación de la Sociedad de Amigos del Louvre en 1951.
En el Museo del Hermitage hay otra placa de marfil del cónsul, que mide 37,6 cm x 14 cm.
Otros dípticos de Areobindo están en el Museo Nacional de Zúrich, en el Museo de Besançon, en la Biblioteca de Lucca, colección Trivulzio de Milán y el Museo Cívico de Bologna.